# Jean Chantavoine
Jean Chantavoine (París, 17 de maig de 1877 – Mussy-sur-Seine, 16 de juliol de 1952) fou un músic i historiador de la música francès.
El 1898 estudià filosofia en la seva ciutat natal, marxant el 1901 a Berlín per a cursar sota la direcció de Friedländer, la Història de la Música, encarregant-se al seu retorn de la crítica musical en la Revue Hebdomadaire. Fou secretari general del Conservatori de París. Des de 1905 publicà la col·lecció biogràfica Les maitres de musique, editada per Félix Alcan, pel que va escriure el 1907 la biografia de Beethoven i més tard la de Franz Liszt. A més, traduí, una col·lecció de les cartes de Beethoven; Correspondance de Beethoven (París, 1904), i va editar per primera vegada els dotze Minuets, de Beethoven, per a petita orquestra del 1799, descoberts per Perger el 1872. I les obres De Couperin a Debussy, L'oeuvre dramàtiques de Camille Saint-Saëns i Munich.